# Németsóvár
Németsóvár (szlovákul: Šváby, németül: Salzburg) korábban önálló község, ma Eperjes városrésze Szlovákiában, az Eperjesi kerület Eperjesi járásában.

## Fekvése
Eperjes központjától 2 km-re délkeletre fekszik.

## Története
A települést II. József császár kezdeményezésére 1781-ben alapították és Türingiából, Alsó-Szászországból, valamint Poroszországból érkezett németekkel telepítették be. A falu házai 1781 és 1785 között épültek fel. Egyutcás településként jött létre összesen 48 házzal.
Fényes Elek 1851-ben kiadott geográfiai szótárában így ír a faluról: „Sóvár, tót-német m. v. Sáros vmegyében Eperjeshez délnyugotra 1/2 mfdnyire: 2461 r., 120 g. kath., 104 evang. lakos. Eloszlik tulajdonképen Sóvárra, Sóbányára, és Sváb utczára. Van itt 3 kath. templom, egy plébánia, nagy urasági magtár, sör-pálinkaföző és kávéház. De legnagyobb nevezetessége sófőző-intézetében áll, 1575 körül legelőször fedeztetett itt fel kősó, s későbben bánya-üreg miveltetett, hanem jelenleg csak a Leopold nevű van folyamatban. A sósviz ökörbőrbül készült tömlőkkel huzatik-fel, s csatornák segedelmével az itten lévő 6 medenczébe (cisterna), s innen a főzőházakba s kazánokba vezettetik. Az évenkénti sónyereség 101,000 mázsára megyen, s a főzőházaknál 110 ember, a sóshordók készitésével 24 bodnár dolgozik, ezenkivül különböző munkákra 20 rendes cseléd szolgál, ide nem értvén a számos sóstiszteket, kikre egy fő-felügyelő vigyáz fel. Sóvárhoz, mint só-kamarai jószághoz 5 falu tartozik, u. m. Gulviz, Kakasfalva, Ábránfalva, Erdőcske, és Sós-Ujfalu. Ezeknek erdősséggel 10,485 holdra terjednek, mellyekhez későbben t. i. 1797-ben még 397 7/12 hold járult. Elosztatnak 100 vágásra, s évenkint 3500 öl fát szolgáltatnak. Fő fanemek: vörös bikk, és tölgy, sokkal kevesebb nyír, juhar, kőris, nyár, cser, hárs, cseresznye, alma, körte, továbbá vetett öreg és topolya fenyő, stb. A sóvári hegylánczban találtatik vasércz, különféle kövek, u. m. olivin, félopát, opáljasbis, hegykristály, obsidian, gyöngykő, kavacs, kvarcz, márga, basalt, homokkő, kovacs, stb.; valamint a sósvizben (Sohle) is találtak mészföldet, sósavanyos mészt, szénsavanyos vasat és meszet, meglehetős mennyiségű kavicsfölddel.”
1910-ben 428-an, többségében szlovákok lakták, jelentős magyar és német kisebbséggel. A trianoni diktátumig Sáros vármegye Eperjesi járásához tartozott.
1960-ban Tótsóvárral és Sóbányával egyesítve alkotta Sóvár községet. 1970-ben Sóvárral együtt Eperjes része lett. A régi település 1981 és 1987 között szűnt meg, amikor házait lebontva helyére modern lakótelep épült. Modern haranglába az egykori falu temetőjének helyére épült. Nevét a Švábska ulica őrizte meg.

## Külső hivatkozások
- Németsóvár története
- A sóvári plébánia története

## Lásd még
- Eperjes
- Alsósebes
- Sebeskellemes
- Sebessalgó
- Sóbánya
- Tótsóvár